# Khalid Bashir
Khalid Bashir (geboren am 14. Februar 1968 in Lyallpur) ist ein ehemaliger pakistanischer Hockeyspieler. Der Verteidiger der pakistanischen Nationalmannschaft war Olympiadritter 1992 und Weltmeisterschaftszweiter 1990.

## Sportliche Karriere
Khalid Bashir spielte in Pakistan in der Mannschaft der Pakistan International Airlines.
Sein erster großer internationaler Einsatz war bei den Olympischen Spielen 1988 in Seoul. Bashir war bereits Stammspieler und belegte mit der Mannschaft Pakistans den fünften Platz. Anfang 1990 fand die Weltmeisterschaft in Lahore statt. Pakistan belegte in der Vorrunde den zweiten Platz hinter der deutschen Mannschaft. Mit einem 2:1-Halbfinalsieg über die Australier erreichten die Pakistaner das Finale, dort unterlagen sie den Niederländern mit 1:3. Bei den Asienspielen in Peking, die im Herbst 1990 stattfanden, siegten die Pakistaner vor der indischen Mannschaft.
In Barcelona bei den Olympischen Spielen 1992 gewann Pakistan seine Vorrundengruppe mit fünf Siegen in fünf Spielen. Im Halbfinale unterlagen die Pakistaner der deutschen Mannschaft mit 1:2 nach Verlängerung. Im Spiel um eine Bronzemedaille bezwangen sie die Niederländer mit 4:3. Khalid Bashir erzielte im Turnierverlauf acht Treffer und war damit bester Torschütze seiner Mannschaft.